# Vontimitta
Vontimitta, ou Ekasilanagaram, est un village du district de Kadapa dans l'État d'Andhra Pradesh en Inde. 
Selon le recensement de l'Inde de 2011, la localité compte une population de 16 067 habitants.